# Culture des Pays-Bas

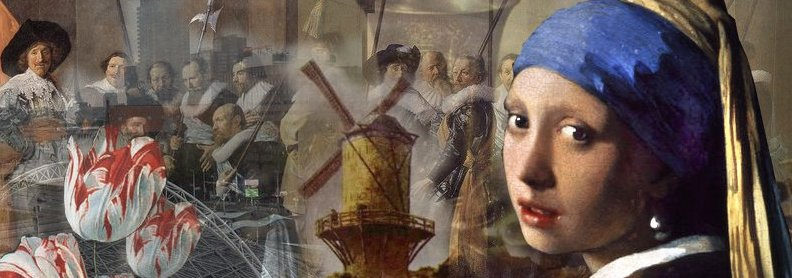
Mélange hollandais

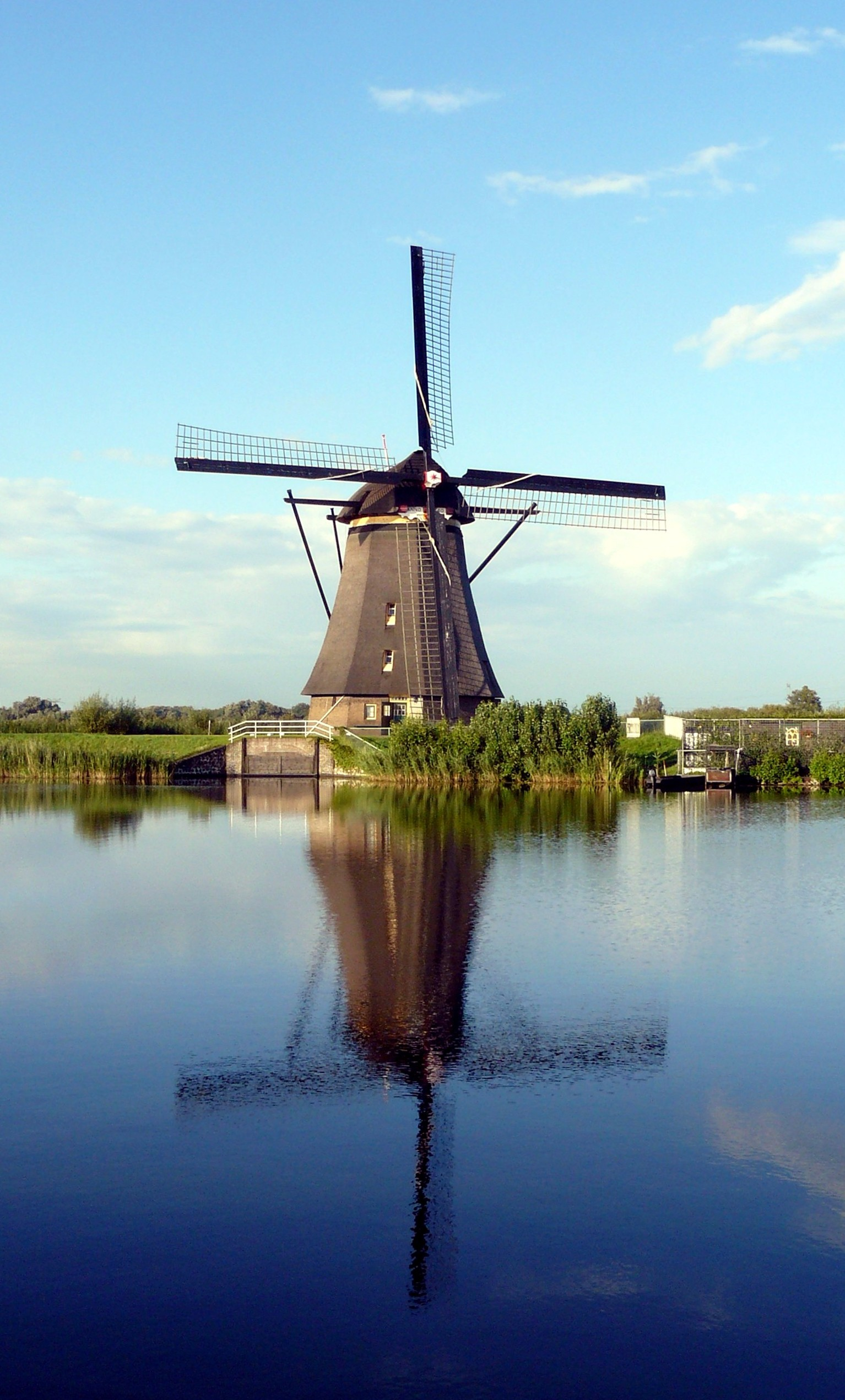
L'un des 19 moulins à vent de Kinderdijk, symboles du pays.

La culture des Pays-Bas, pays d'Europe de l'Ouest, désigne d'abord les pratiques culturelles observables de ses habitants (17 000 000, estimation 2017).

## Langues, peuples, cultures

### Langues
- Langues aux Pays-Bas, Langues des Pays-Bas
- Néerlandais, langue officielle
- Langues régionales reconnues
  - frison occidental, bas-allemand (et dialectes)
  - limbourgeois
  - dialectes bas-franciques
  - romani
  - yiddish
  - afrikaans
- Anglais, Liste des pays ayant l'anglais pour langue officielle
- Langues étrangères : anglais, allemand, français, espagnol
- Langues immigrantes
- Langue des signes néerlandaise

### Peuples
- Démographie des Pays-Bas
- Groupes ethniques des Pays-Bas
- Diaspora néerlandaise (en)
- Immigration aux Pays-Bas
- Expatriation aux Pays-Bas

## Traditions

### Religions
- Religion aux Pays-Bas, Religion aux Pays-Bas (rubriques)
- Édifices religieux aux Pays-Bas
- Christianisme aux Pays-Bas (< 50 %)
  - Église catholique aux Pays-Bas (11-20 %, contre 40 % en 1960)
  - Orthodoxie, Métropole orthodoxe grecque de Belgique
  - Protestantisme (8-12 %, contre 60 % en 1910), pilarisation
    - Église protestante aux Pays-Bas (13-16 % vers 2004 ; 9 % vers 2020, pour 1 600 000 adeptes)
      - Église réformée néerlandaise (1571-2004), Doleantie (1886), Églises reréformées aux Pays-Bas (1892-2004)
      - Église évangélique luthérienne du royaume des Pays-Bas (1585-2004)

    - Autres protestantismes actifs : Arminianisme, Mennonisme, Évangélisme, Pentecôtisme
- Spiritualités minoritaires (< 10 %)
  - Islam aux Pays-Bas (850 000 en 2016, 5 %), présent dès les années 1600
  - Judaïsme (0,1 %), Histoire des Juifs aux Pays-Bas dès l'époque romaine, Conseil juif d'Amsterdam, Holocauste aux Pays-Bas, liste de cimetières juifs aux Pays-Bas (de)
  - Hindouisme aux Pays-Bas (en) (0,7 %)
  - Jainisme aux Pays-Bas (0,1 %)
  - Bouddhisme aux Pays-Bas (en) (0,4 %)
  - Bahaïsme aux Pays-Bas (en) (0,1 %)
  - Ietsism (en) (quelquechosisme)
  - Congrès européen des religions ethniques, Paganisme, Néopaganisme, Fêtes païennes, Religion des Celtes, Néodruidisme, Wicca
- Athéisme, agnosticisme, irréligion (> 40 %)

### Symboles
- Armoiries des Pays-Bas, Drapeau des Pays-Bas
- Personnages :	Hans Brinker, Jan Modaal ou Jan met de pet, de Nederlandse Maagd (la vierge hollandaise ou la vierge à la liberté), Zeeuws Meisje (en Zélande)
- Wilhelmus van Nassouwe, hymne national depuis 1574

### Folklore et Mythologie
- Légendes néerlandaises :
- Till l'Espiègle, Geneviève de Brabant, Beatrijs, Bokkenrijders (Les Chevaliers du bouc), Femmes à tête de cochon (en)
- Roman de Renart

### Pratiques
- Grand Orient des Pays-Bas

### Fêtes
- Fêtes et jours fériés aux Pays-Bas, Fêtes et jours fériés aux Pays-Bas
- Fêtes néerlandaises
- Carnaval aux Pays-Bas (en)

La fête la plus caractéristique des Pays-Bas est la Saint-Nicolas ou Sinterklaas. Elle est surtout fêtée dans les familles ayant de jeunes enfants.

## Société
- Société néerlandaise (rubriques)
- Liste de Néerlandais (en)

### Famille
- Genre, LGBT aux Pays-Bas
- Femmes, Prostitution aux Pays-Bas
- Naissance
- Noms, Patronymes néerlandais, Prénoms néerlandais
- Enfance
- Jeunesse
- Sexualité
- Union maritale
- Emploi
- Vieillesse
- Mort
- Funérailles

### Éducation
Éducation aux Pays-Bas
- Éducation aux Pays-Bas, Éducation aux Pays-Bas (rubriques)
- List of schools in the Netherlands (en)
- Liste des universités aux Pays-Bas
- List of libraries in the Netherlands (en)
- List of archives in the Netherlands (en)
- Science et technologie aux Pays-Bas (en), Catégorie:Science aux Pays-Bas
- Généralités : Liste des pays par taux d'alphabétisation, Liste des pays par IDH

### Droit
- Droit aux Pays-Bas, Droit aux Pays-Bas (rubriques)
- Catégorie:Criminalité aux Pays-Bas
- Corruption aux Pays-Bas (en)
- Racisme aux Pays-Bas (en), Racisme aux Pays-Bas (en)
- Droits de l'Homme aux Pays-Bas (en)
- Rapport Pays-Bas 2016-2017 d'Amnesty International

### État
- Histoire des Pays-Bas
- Politique aux Pays-Bas, Politique aux Pays-Bas (rubriques)
- Liste des guerres des Pays-Bas
- Terrorisme aux Pays-Bas

### Étiquette
- Dutch customs and etiquette (en)

### Stéréotypes
- Liste d'idoles culturelles des Pays-Bas (en)

## Arts de la table
- Produits à désignation d'origine protégée par pays
- Liste de produits alimentaires néerlandais protégés

### Cuisines
- Cuisine néerlandaise, Cuisine néerlandaise (rubriques)
- Fromages néerlandais
- Hagelslag, Eierbal
- Waterzooï, Coleslaw, Rollmops
- Boerenjongens (en)
- Spéculoos, Tarte au riz
- Gâteau de foire des Pays-Bas, Spekkoek, Stroopwafel

### Boissons
- Boissons aux Pays-Bas
- Viticulture aux Pays-Bas
- Lait chaud à l'anis (en)
- Bière aux Pays-Bas (en)
- Alcools : Beerenburg, Genièvre, Brandy, Advocaat

## Santé
- Santé, Santé publique, Protection sociale
- Santé aux Pays-Bas (en), Santé aux Pays-Bas (rubriques)
- Drogue aux Pays-Bas
- Généralités : Liste des pays par taux de tabagisme, Liste des pays par taux de natalité, Liste des pays par taux de suicide

### Activités physiques
- Vélo

### Sports
- Sport aux Pays-Bas, Sport aux Pays-Bas (rubriques)
- Athlétisme, basket-ball, cyclisme, football, handball, rugby, tennis, volley-ball...
- Sportifs néerlandais, Sportives néerlandaises
- Pays-Bas aux Jeux olympiques
- Pays-Bas aux Jeux paralympiques
- Pays-Bas aux Deaflympics
- Handisport aux Pays-Bas

#### Arts martiaux
- Liste des arts martiaux et sports de combat
- Boxe, Karaté, Judo
- Arts martiaux aux Pays-Bas

## Média
- Média aux Pays-Bas, Média aux Pays-Bas (rubriques)
- Media of the Netherlands (en)
- Télécommunications aux Pays-Bas (en)
- Liberté de presse aux Pas-Bas
- Agences de presse aux Pays-Bas
- Censure aux Pays-Bas
- Journalistes néerlandais

### Presse écrite
- Presse écrite aux Pays-Bas
- Liste de journaux aux Pays-Bas
- List of magazines in the Netherlands (en)
- List of publications during the Boekenweek (en)

### Radio
- Radio aux Pays-Bas (rubriques)
- Liste des stations de radio aux Pays-Bas

### Télévision
- Télévision aux Pays-Bas (rubriques)
- Liste des chaînes de télévision aux Pays-Bas
- Digital television in the Netherlands (en)

### Internet (.nl)
- Internet aux Pays-Bas (en)
- Blogueurs par nationalité
- Catégorie:Sites web par pays
- Blogueurs néerlandais
- Sites web néerlandais
- Presse en ligne
- Censure d'internet par pays (en)
- Net neutrality in the Netherlands (en)

## Littérature

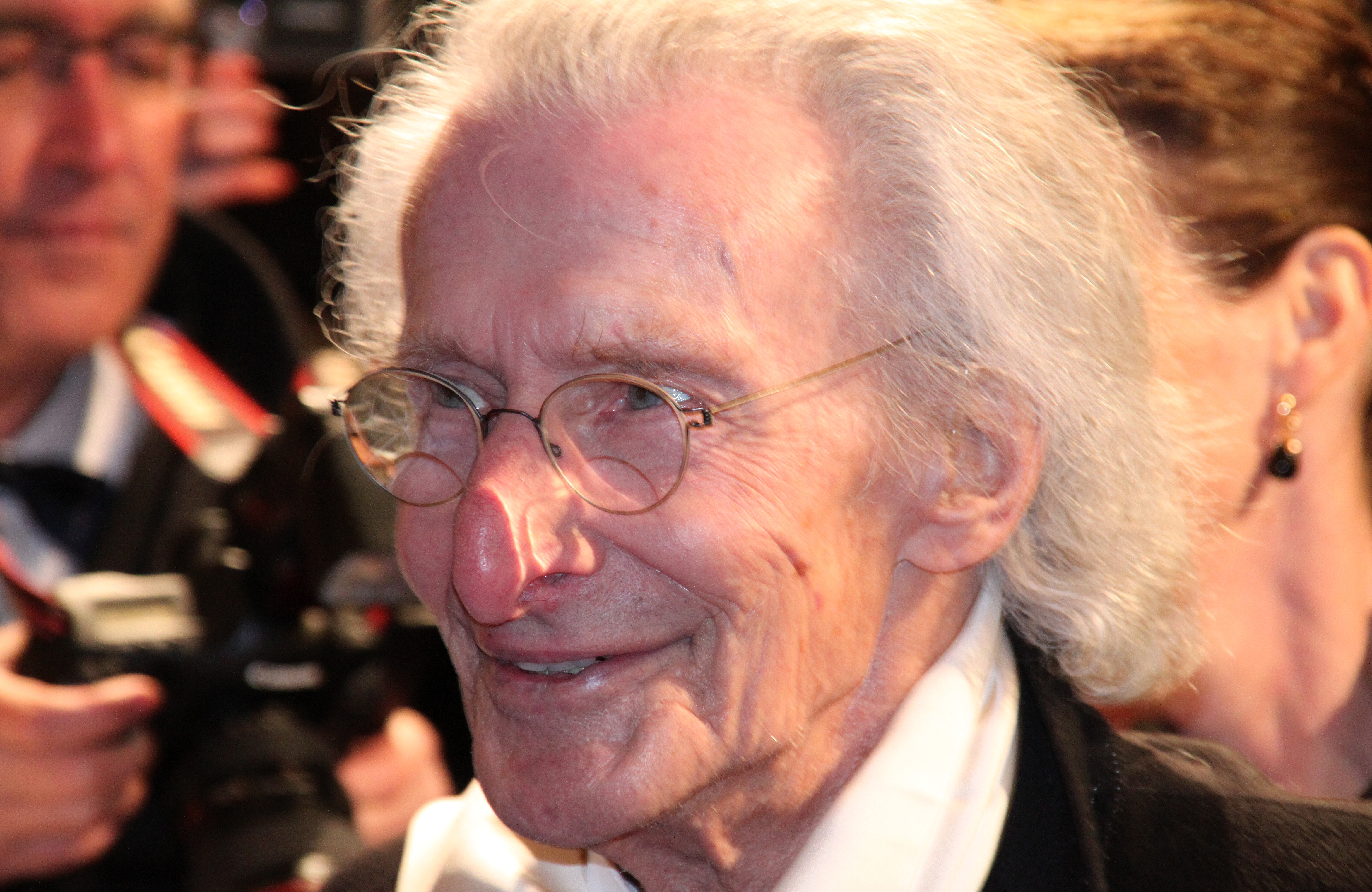
Harry Mulisch (2010)

- Littérature néerlandaise, Littérature néerlandaise (rubriques)
- Écrivains néerlandais, Liste d'écrivains néerlandais
- Écrivains néerlandais par genre, Écrivains néerlandais francophones
- Œuvres littéraires néerlandaises
- Prix littéraires aux Pays-Bas

### Littérature contemporaine
Parmi les trois meilleurs écrivains connus néerlandais récents : Harry Mulisch (1927-), Willem Frederik Hermans, Gerard Reve.
La découverte du ciel par Harry Mulisch est considéré comme le meilleur roman néerlandais de tous les temps.

## Artisanat
- Arts appliqués, Arts décoratifs, Arts mineurs, Artisanat d'art, Artisan(s), Trésor humain vivant, Maître d'art
- Artisanats par pays, Artistes par pays

Les savoir-faire liés à l’artisanat traditionnel relèvent (pour partie) du patrimoine culturel immatériel de l'humanité.
Mais une grande partie des techniques artisanales ont régressé, ou disparu, dès le début de la colonisation, et plus encore avec la globalisation, sans qu'elles aient été suffisamment recensées et documentées.

### Arts graphiques
- Calligraphie, Enluminure, Gravure, Origami
- Imprimeurs néerlandais
- Graveurs néerlandais

### Design
- Designers néerlandais

### Textiles
- Art textile, Arts textiles, Fibre, Fibre textile, Design textile
- Mode, Costume, Vêtement, Confection de vêtement, Stylisme
- Technique de transformation textile, Tissage, Broderie, Couture, Tricot, Dentelle, Tapisserie
- Costumiers néerlandais, Stylistes néerlandais : Iris van Herpen
  - Dutch Fashion Foundation (en) Dutch Fashion Awards (en).

### Cuir
- Maroquinerie, Cordonnerie, Fourrure

### Papier
- Papier, Imprimerie, Techniques papetières et graphiques, Enluminure, Graphisme, Arts graphiques, Design numérique

### Bois
- Travail du bois, Boiserie, Menuiserie, Ébénisterie, Marqueterie, Gravure sur bois, Sculpture sur bois, Ameublement, Lutherie
- Ébénistes néerlandais : Gerrit Rietveld…

### Métal
- Métal, Sept métaux, Ferronnerie, Armurerie, Fonderie, Dinanderie, Dorure, Chalcographie

### Poterie, céramique, faïence
- Mosaïque, Poterie, Céramique, Terre cuite
- Céramistes néerlandais

### Verrerie d'art
- Arts du verre, Verre, Vitrail, Miroiterie
- Maîtres verriers néerlandais

### Joaillerie, bijouterie, orfèvrerie
- Lapidaire, Bijouterie, Horlogerie, Joaillerie, Orfèvrerie
- Orfèvres hollandais

### Espace
- Architecture intérieure, Décoration, Éclairage, Scénographie, Marbrerie, Mosaïque
- Jardin, Paysagisme

## Arts visuels
- Arts visuels, Arts plastiques, Art brut
- Art urbain, Art urbain (rubriques)
- Écoles d'art aux Pays-Bas
- Artistes néerlandais
- Artistes contemporains néerlandais
- Musées d'art aux Pays-Bas, Liste de musées aux Pays-Bas
- Prix artistique par pays
- Art brut aux Pays-Bas

### Dessin
- Gravure par pays, Gravure néerlandaise, Graveurs néerlandais
- Dessinateurs néerlandais
- Bande dessinée néerlandaise
  - Dessinateurs néerlandais de bande dessinée
  - Auteurs néerlandais de bande dessinée
  - Prix de bande dessinée aux Pays-Bas
- Illustrateurs néerlandais
- Affichistes néerlandais
- Illustrateurs néerlandais
- Calligraphes néerlandais
- Enlumineurs néerlandais

### Peinture
- Peinture, Peinture par pays

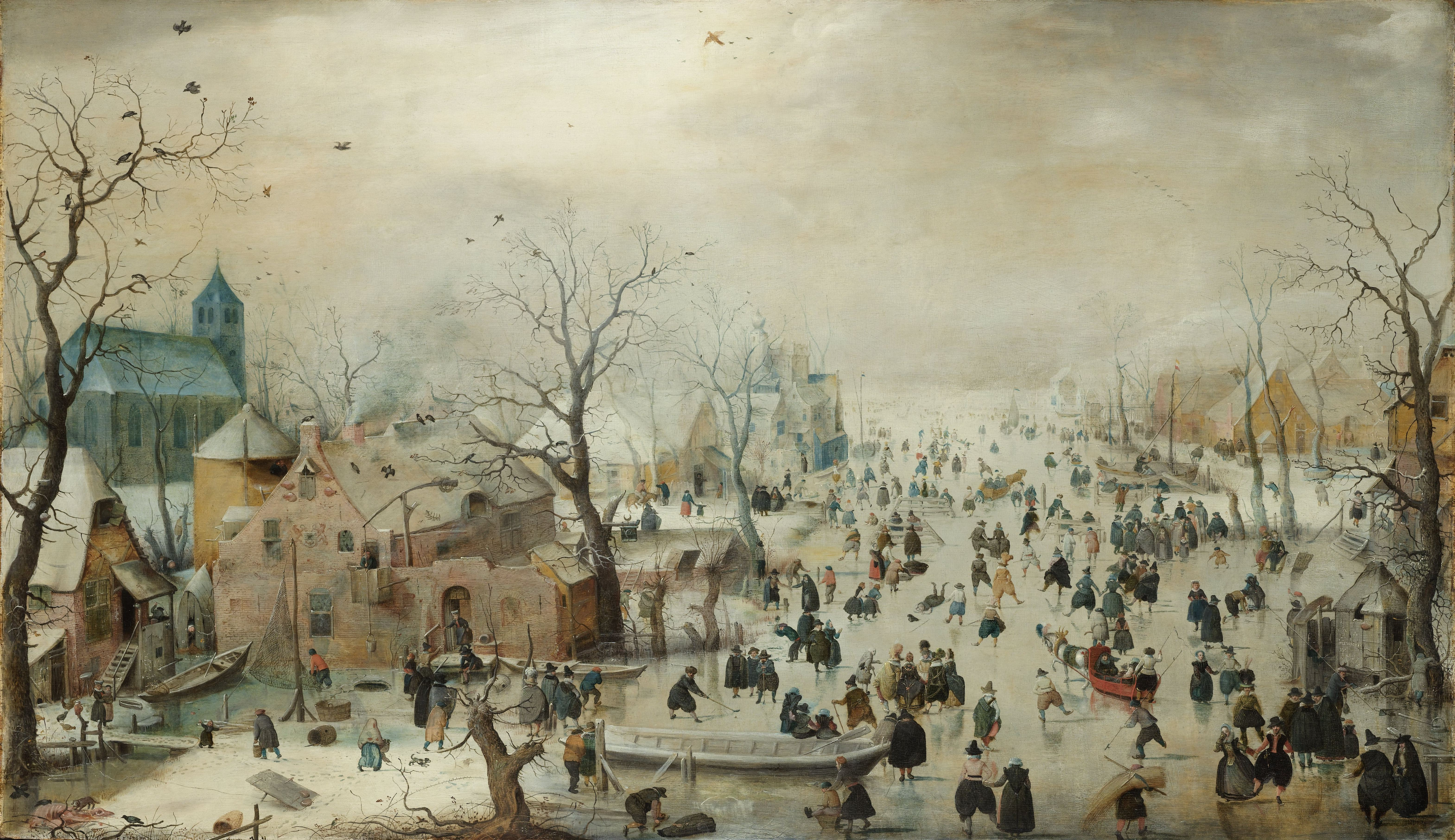
Hendrick Avercamp, Paysage d'hiver avec patineurs, vers 1608, Rijksmuseum Amsterdam.

Vincent van Gogh, 1889, Iris.

- Peintres néerlandais, Liste de peintres néerlandais
- Graffiti
- Peinture murale
- Tableaux de peintres néerlandais

Les Pays-Bas sont la nation de nombreux peintres parmi les plus connus au monde : Vermeer, Rubens, Rembrandt, Van Gogh, Jérôme Bosch... L'âge d'or de la peinture néerlandaise est apparu dès le XVe siècle et ce jusqu'au XVIIe siècle : cette peinture est connue sous le nom d'école flamande. C'est le clair-obscur, très développé Rembrandt et l'une des caractéristiques de cette époque, qui connaîtra de nombreux mécènes nouvellement enrichis grâce au commerce.
Principaux mouvements dans la peinture néerlandaise :
- Primitifs flamands, Liste de peintres primitifs flamands (en)
  - Hubert van Eyck, Jan van Eyck , Rogier van der Weyden, Hans Memling, Hieronymus Bosch, Quentin Matsys, Frères de Limbourg, Melchior Broederlam, Jean Malouel, Robert Campin, Juan de Flandes, Joachim Patinir, Jean Hey, Geertgen tot Sint Jans
- École hollandaise, École de Delft, Âge d'or de la peinture néerlandaise
- Maniérisme du Nord, Bamboccianti, Caravagisme, École caravagesque d'Utrecht, Fijnschilders, Peinture architecturale
- École de La Haye, Impressionnisme d'Amsterdam, Vincent van Gogh
- Luminisme, École de Bergen, Nouvelle école de La Haye (en)
- Cobra (mouvement), Atelier Van Lieshout, Bunker 599

### Sculpture
- Sculpture, Catégorie:Sculpture par pays
- Sculpteurs néerlandais
- Sculpture aux Pays-Bas, Sculpture aux Pays-Bas (rubriques)

### Architecture
- Architecture par pays

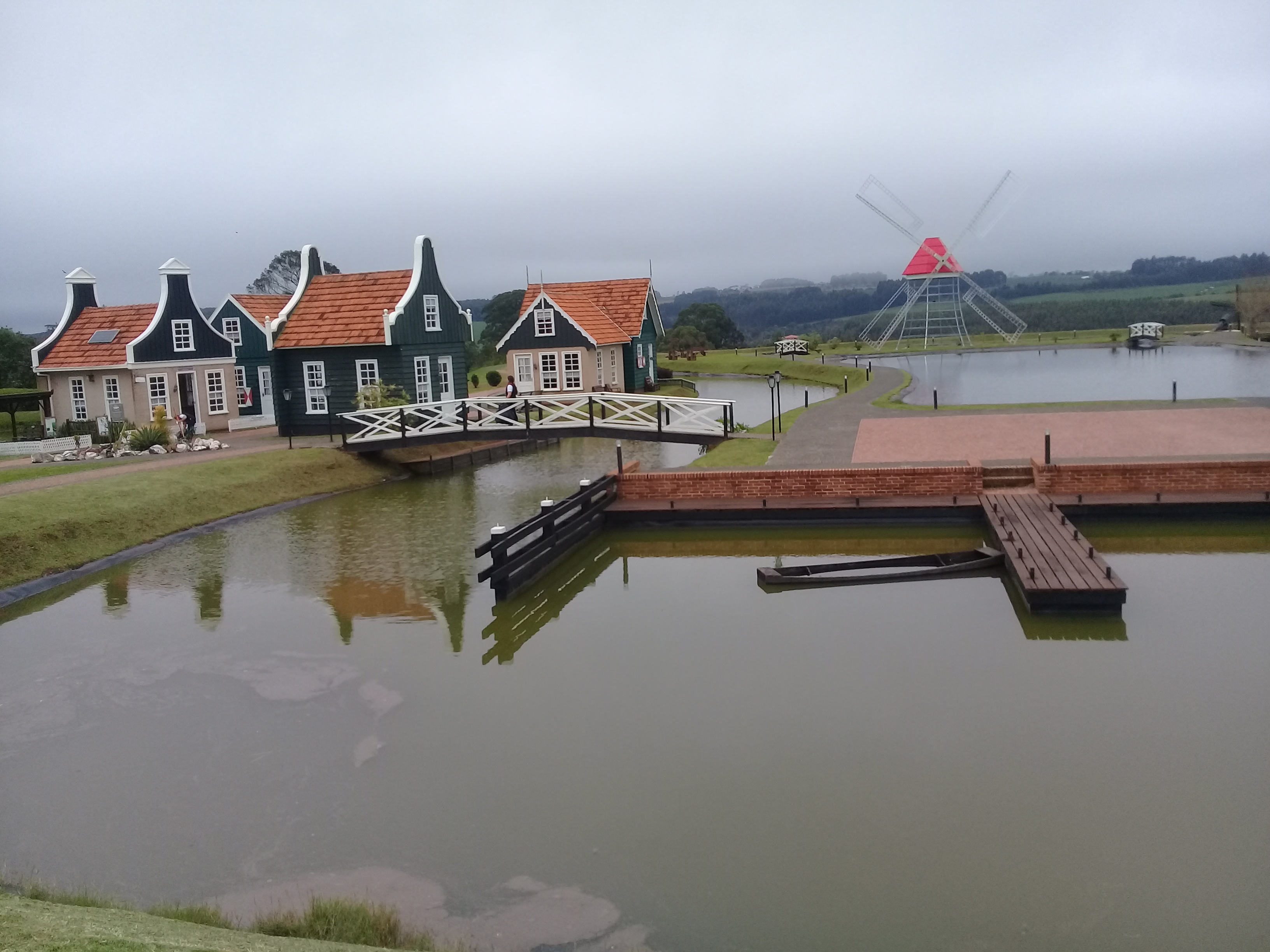
Vue du moulin du parc historique de Carambeí et des maisons d'architecture néerlandaise à gauche

- Architecture aux Pays-Bas, Classicisme hollandais, Architecture aux Pays-Bas (rubriques)
- Monuments aux Pays-Bas
- Architectes néerlandais
- Urbanisme aux Pays-Bas (rubriques)
- Art nouveau aux Pays-Bas
- Niveau normal d'Amsterdam

### Photographie
- Photographie aux Pays-Bas
- Photographes néerlandais

### Graphisme
- Graphistes néerlandais

## Arts du spectacle
- Spectacle vivant, Performance, Art sonore
- Art de performance aux Pays-Bas
- Festivals su scène
- Formation aux arts de la performance aux Pays-Bas

### Musique

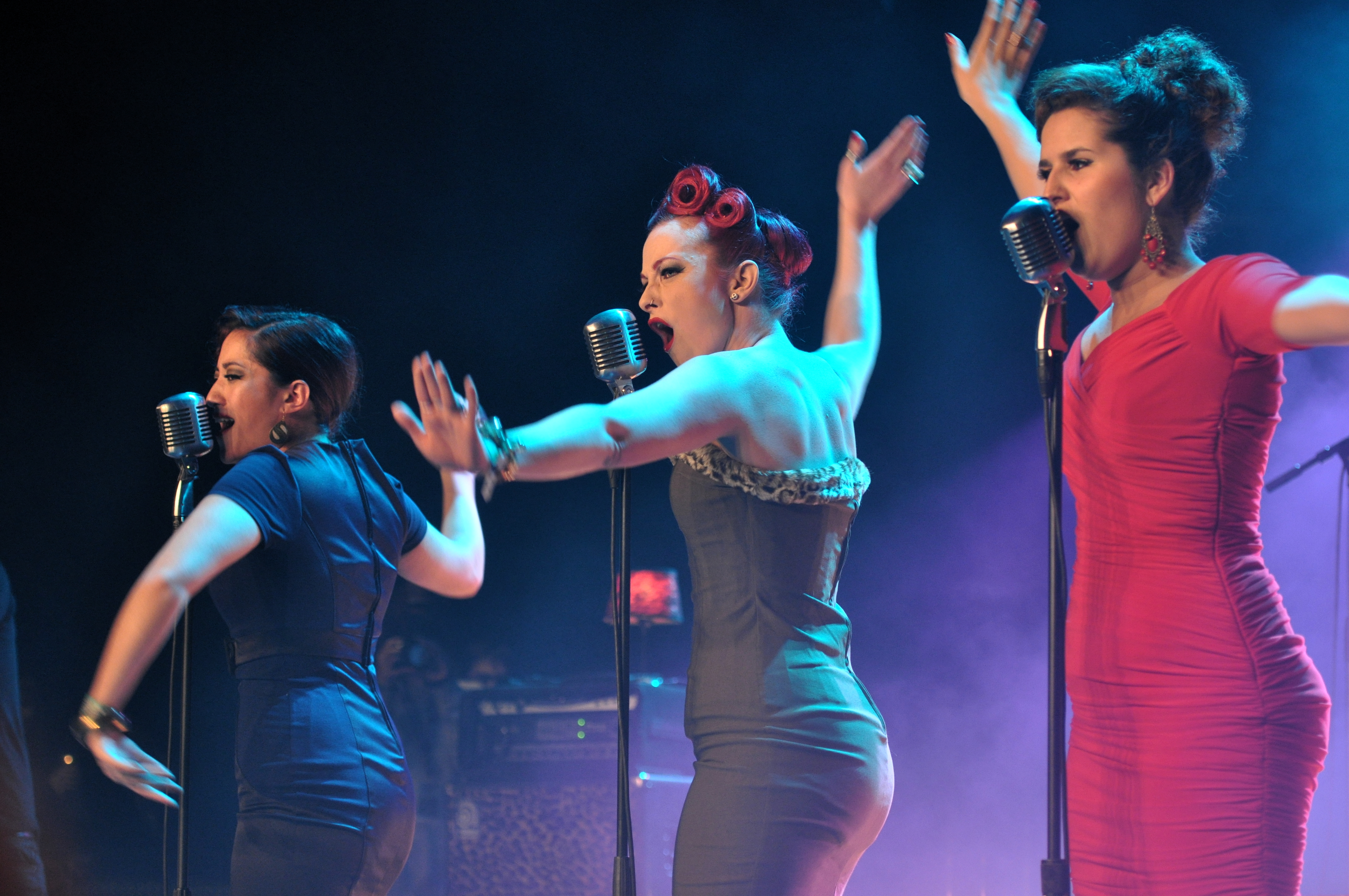
Liptease and the Backstreet Crackbangers (Paaspop 2013)

- Musique par pays, Musique improvisée, Improvisation musicale
- Musique traditionnelle,
- Musique néerlandaise, Musique néerlandaise (rubriques)
- Musiciens néerlandais, Compositeurs néerlandais
- Chanteurs néerlandais, Chanteuses néerlandaises
- Écoles de musique par pays, École de musique aux Pays-Bas
- Œuvres de compositeurs néerlandais, Opéras néerlandais
- Musique traditionnelle, classique, contemporaine, populaire / urbaine
- Groupes de musique : Willem Breuker Kollektief
- Festivals de musique aux Pays-Bas
- Récompenses de musique aux Pays-Bas

### Danse
- Danse aux Pays-Bas, Danse aux Pays-Bas (rubriques)
- Danse traditionnelle hollandaise (en), Danse moderne et contemporaine aux Pays-Bas (en)
- Liste de danses, Danse par pays
- Liste de(s) danses nationales (en)
- Liste de danses populaires, ethniques, régionales par origine (en)
- Danse traditionnelle, moderne contemporaine
- Danse traditionnelle néerlandaise (en)
- Contact improvisation
- Danseurs néerlandais, Danseuses néerlandaises
- Liste de compagnies de danse et de ballet
- Danse contemporaine, Compagnies de danse contemporaine
  - Het Nationale Ballet, Nederlands Dans Theater, Introdans (en), Stichting De Stilte (en)
- Liste de chorégraphes contemporains, Chorégraphes néerlandais
- Hakken, Jumpstyle
- Festivals de danse aux Pays-Bas : Balfolk, Hans van Manen Festival, Mysteryland, The Notorious IBE, Q-dance
- Récompenses de danse aux Pays-Bas
- Enseignement de la danse aux Pays-Bas

### Théâtre
- Improvisation théâtrale, Jeu narratif
- Théâtre néerlandais, Théâtre néerlandais (rubriques)
- Dramaturges néerlandais
- Metteurs en scène néerlandais, Liste de metteurs en scène s
- Pièces de théâtre néerlandaises
- Formation :Académie de théâtre de Maastricht, Eerste Nederduytsche Academie, De Theaterschool
- Troupes : WZ, Boom Chicago, Close-Act Theatre, Toneelgroep Amsterdam, Tryater
- Salles de théâtre : Théâtre royal Carré Badhuistheater, De Balie, Circustheater, De Kleine Komedie, DeLaMar, Efteling Theater, Hollandsche Schouwburg, Isala Theater, Raveleijn, Royal Theater Heerlen, Schouwburg of Van Campen, Theater 't Speelhuis, Stadsschouwburg, Toneelschuur
- Festivals de théâtre : Holland Festival
- Récompenses de théâtre

### Autres scènes: marionnettes, mime, pantomime, prestidigitation
Les arts mineurs de scène, arts de la rue, arts forains, cirque, théâtre de rue, spectacles de rue, arts pluridisciplinaires, performances manquent encore de documentation pour le pays …
Pour le domaine de la marionnette, la référence est : Arts de la marionnette aux Pays-Bas, sur le site de l'Union internationale de la marionnette UNIMA).
- Marionnettistes néerlandais (nl) :
  - Henk Boerwinkel (nl)
  - Damiët van Dalsum, Trudy Kuyper, Fred Delfgaauw, Onny Huisink, Saskia Janse, Hendrik Bonheur, Ab Vissers, Frits Grimmelikhuizen, Koos Wieman, Wim Noordergraaf, John de Winter...
- Prestidigitateurs néerlandais
- Humoristes néerlandais
- Carnaval aux Pays-Bas (en), Carnavals aux Payx-Bas (en), Zomercarnaval

### Cinéma
- Cinéma néerlandais, Cinéma néerlandais (rubriques)
- Animation par pays, Cartoon
- Réalisateurs néerlandais, Scénaristes néerlandais, Monteurs néerlandais
- Acteurs néerlandais, Actrices néerlandaises
- Films néerlandais, Liste de films néerlandais
  - Films documentaires néerlandais, List of Dutch documentary films (en)
  - Films d'animation néerlandais
- Festivals de cinéma aux Pays-Bas : Festival international du film de Rotterdam (IFFR), et une vingtaine d'autres
- Récompenses de cinéma aux Pays-Bas : Crystal Film, Diamond Film, Golden Film, Platinum Film…
- Formation : Binger Filmlab (en)
- Cinémathèque d'Amsterdam
- Cinéma indépendant aux Pays-Bas
- Netherlands Film Academy (en)
- Netherlands Film Fund (en)

Le plus important festival de cinéma aux Pays-Bas est le Festival international du film de Rotterdam (IFFR). Ce festival, un des plus populaires en Europe est spécialisé sur les premiers et seconds longs métrages. L'autre festival d'importance internationale est le Festival international du film documentaire d'Amsterdam (IDFA). Il est considéré comme le plus important festival de films documentaires au monde.

### Autres
- Vidéo, Jeux vidéo, Art numérique, Art interactif
- Jeux vidéo développé aux Pays-Bas
- Liste d'idoles culturelles des Pays-Bas (en)

## Patrimoine

### Musées et autres institutions
- Liste de musées aux Pays-Bas
- Catégorie:Bibliothèque aux Pays-Bas

### Liste du Patrimoine mondial
Le programme Patrimoine mondial (UNESCO, 1971) a inscrit dans sa liste du Patrimoine mondial cette liste du patrimoine mondial aux Pays-Bas.

### Liste représentative du patrimoine culturel immatériel de l’humanité
Le programme Patrimoine culturel immatériel (UNESCO, 2003) a inscrit dans sa liste représentative du patrimoine culturel immatériel de l'humanité :
- 2017 : Les savoir-faire du meunier liés à l’exploitation des moulins à vent et à eau[1].

### Registre international Mémoire du monde
Le programme Mémoire du monde (UNESCO, 1992) a rien inscrit dans son registre international Mémoire du monde cette liste du patrimoine culturel immatériel de l'humanité aux Pays-Bas (au 10/01/2016)
- 2003 : Bibliothèque Ets Haim - Livraria Montezinos
- 2003 : Archives de la Compagnie hollandaise des Indes orientales
- 2009 : Journal d’Anne Frank
- 2011 : Archives de la Middelburgsche Commercie Compagnie (MCC)[2]
- 2011 : La Galligo
- 2011 : Collection de Desmet
- 2013 : Le Babad du Diponegoro ou la chronique autobiographique du prince Diponegoro (1785-1855), un noble javanais, héros national indonésien de la guerre de Java (1825-1830), et panislamiste
- 2013 : Manifest der Kommunistischen Partei, page brouillon manuscrite et Das Kapital. Erster Band, copie personnelle annotée de Karl Marx.
- 2014 : Le psautier d’Utrecht
- 2015 : Collections sélectionnées de la diversité linguistique mondiale des Archives du Langage

### Filmographie
- (en) Dutch portraits: the age of Rembrandt and Frans Hals, film de Rebecca Lyons, Royal Picture Gallery Mauritshuis, La Haye ; The National Gallery, Londres, 2007, 30 min (DVD)